# Operacija Skok-2
Operacija Skok 2 je izvedena je od 4. do 11. lipnja 1995. na Dinari i Livanjskom polju. Njome je oslobođen dodatni prostor od 450 četvornih kilometara te je pod nadzor stavljeno cijelo Livanjsko polje. Otad se mogla nadzirati i Cetinska dolina te Vrličko polje, kao i dio Glamočkog polja te put Glamoč-Bosansko Grahovo.

## Cilj operacije
Cilj provedbe operacije je bio razbiti neprijatelja na smjeru koji vodi prema Bosanskom Grahovu i staviti pod kontrolom dalekometnog topništva Bosansko Grahovo i Glamoč. 

## Hrvatske postrojbe
- 4. Gardijska brigada HV-a
- 126. domobranska pukovnija HV-a
- 1. Hrvatski gardijski zdrug
- 3. Gardijska brigada HVO-a
- Specijalne postrojbe MUP-a HRHB
- 7.Gardijska brigada HV "PUMA"

## Rezultat operacije
Oslobođeno je područje širine 30 km, a dubine 14 km, ukupne površine oko 450 četvornih kilometara. Hrvatske postrojbe (HV i HVO) potisnule su neprijatelja prema Bosanskom Grahovu i Glamoču. Hrvatska vojska ovladala je jakim srpskim uporištem Crni Lug i okolnim selima te dijelovima planine Šator. Time je Livanjsko polje u cijelosti osigurano za manevarski prostor hrvatskih postrojba, koje su spojene od Dinare preko Šator planine i Staretine sve do Kupreških vrata, a pod nadzor hrvatskog topništva stavljena je važna komunikacija Glamoč - Bosansko Grahovo u BiH te Cetinska dolina i Vrličko polje u Hrvatskoj.